# Kruzslicz Pál
Kruzslicz Pál (Hódmezővásárhely, 1948. június 19. – Szentes, 2017. december 26.) magyar népművelő, rádiós újságíró, szerkesztő.

## Életpályája
1963–1967 között Szegeden a Vedres István Építőipari Technikumban tanult. 1968-tól a dr. Dragon Károly vezette szentesi filmklub tagja volt. 1972–1989 között a Szentesi Élet szerkesztőbizottságának tagja, 1978–1980 között újságíró munkatársa, 2001–2003 között megbízott felelős szerkesztője volt. 1974-től a Szentesen a Móricz Zsigmond Művelődési Központ munkatársa, 1974–1980 között munkásművelődési előadója, 1980–1984 között igazgató-helyettese, 1984–1997 között, valamint 2003–2007 között igazgatója volt. 1975–1978 között a Debreceni Tanítóképző Intézetben népművelő-könyvtáros diplomát kapott. 1979-ben Szegeden a Juhász Gyula Tanárképző Főiskolán népművelő oklevelet szerzett. 1979–1986 között a MÚOSZ tagja volt. 1984–1987 között a debreceni Kossuth Lajos Tudományegyetem Bölcsészettudományi Karán népművelés szakon egyetemi diplomát nyert. 1984–1990 között a Szakszervezet Megyei Tanács Kulturális Bizottság tagja volt. 1985–1991 között a Népművelők Egyesületének országos elnökségi tagja, 1991–1994 között alelnöke volt. 1988–tól a Magyar Népművelők Egyesület Csongrád Megyei Területi Szervezetének elnöke volt. 1990–2002 között a Magyar Rádió Szegedi Körzeti Stúdió, 1994–2002 a Magyar Rádió Szolnoki Stúdió tudósítója volt. 1991–1997 között a Csongrád Megyei Közművelődési Egyesület elnöke volt. 1995–2003 között a Rádió Szentes stúdió-vezetője, felelős szerkesztője (1998. január 1-től ügyvezető igazgatója) volt.

## Családja
Szülei: Kruzslicz Pál hivatásos katona volt. Felesége, Dr. Takács Edit főlevéltáros volt. Gyermekei: Edit (1979), Péter Pál (1982), Tamás (1988).

## Díjai
- Miniszteri dicséret (1981)
- "Szentesért" arany fokozat (1982)
- Szocialista Kultúráért (1986)
- Magyar Népművelők Egyesület Plakettje (1989)
- Bessenyei György-díj (1991)